# Награды президента Российской Федерации
Награды президента Российской Федерации — специальная группа наград в Российской Федерации, учреждённая и вручаемая от имени президента России. К ним относятся Почётная грамота президента Российской Федерации, Благодарность президента Российской Федерации, а также иные награды.

## Почётная грамота президента Российской Федерации
Почётная грамота Президента Российской Федерации — награда президента Российской Федерации, форма поощрения за заслуги в защите Отечества и обеспечении безопасности государства, укреплении законности, охране здоровья и жизни, защите прав и свобод граждан, государственном строительстве, экономике, науке, культуре, искусстве, воспитании, просвещении, спорте, благотворительной деятельности и иные заслуги перед государством.

### Положение
Грамотой награждаются государственные деятели, видные деятели в области науки, культуры, искусства, воспитания, просвещения и спорта, авторитетные представители общественности и деловых кругов, граждане Российской Федерации, внёсшие значительный вклад в реализацию государственной политики Российской Федерации и, как правило, имеющие широкую известность.
Грамота вручается президентом Российской Федерации в торжественной обстановке или по его поручению руководителем Администрации президента Российской Федерации, полномочным представителем президента Российской Федерации в федеральном округе, или по поручению руководителя Администрации президента Российской Федерации другим должностным лицом.

### История
Учреждена Указом президента Российской Федерации от 11 апреля 2008 года № 487 «О Почётной грамоте Президента Российской Федерации и благодарности Президента Российской Федерации».
Этим указом были утверждены Положение о Почётной грамоте президента Российской Федерации и об объявлении Благодарности президента Российской Федерации, образец бланка Почётной грамоты, описание и рисунок нагрудного знака к Почётной грамоте.
Почётная грамота президента Российской Федерации является формой поощрения.

### Нагрудный знак
Знак серебряный с позолотой, диаметром 20 мм, представляет собой круглый золотистый лавровый венок.
С лицевой стороны, поле венка покрыто рубиновой эмалью, в центре — накладное изображение Государственного герба Российской Федерации.
На оборотной стороне — приспособление для крепления к одежде и номер.

## Благодарность президента Российской Федерации
Благодарность президента Российской Федерации учреждена Указом президента Российской Федерации от 11 апреля 2008 г. № 487 «О Почётной грамоте Президента Российской Федерации и благодарности Президента Российской Федерации».
Этим указом были утверждены Положение о Почётной грамоте президента Российской Федерации и об объявлении благодарности президента Российской Федерации, образец бланка благодарности.
В соответствии с Положением, благодарность президента Российской Федерации является формой поощрения за заслуги в защите Отечества и обеспечении безопасности государства, укреплении законности, охране здоровья и жизни, защите прав и свобод граждан, государственном строительстве, экономике, науке, культуре, искусстве, воспитании, просвещении, спорте, благотворительной деятельности и иные заслуги перед государством.
Благодарность президента Российской Федерации объявляется гражданам Российской Федерации, а также коллективам предприятий, организаций и учреждений независимо от формы собственности.

## Льготы и поощрения
Согласно указу президента Российской Федерации от 25 июля 2006 года № 765 «О единовременном поощрении лиц, проходящих федеральную государственную службу» (2024), при поощрении президентом Российской Федерации выплачивается единовременное поощрение в размере двух окладов месячного денежного содержания (для прокурорских работников — в размере двух должностных окладов и в двукратном размере доплаты за классный чин).